# Tour de Toscane 2018
La 90e édition du Tour de Toscane (officiellement Giro della Toscana-Memorial Alfredo Martini) a lieu le 19 septembre 2018 avec un départ et une arrivée à Pontedera, sur une distance de 198,9 kilomètres. Elle fait partie du calendrier UCI Europe Tour 2018 en catégorie 1.1. C'est également l'une des manches de la Coupe d'Italie.
La course est remportée dans un sprint à trois par le coureur italien Gianni Moscon de l'équipe Sky, devant Romain Bardet (AG2R La Mondiale) et Domenico Pozzovivo (Bahrain Merida).

## Présentation

### Équipes
Vingt équipes sont au départ de la course : sept équipes UCI WorldTeam, dix équipes continentales professionnelles, deux équipes continentales et l'équipe nationale italienne.
| WorldTeams (7)- Movistar Team - UAE Team Emirates - Sky - Bahrain-Merida - Dimension Data - AG2R La Mondiale - Groupama-FDJ Équipes continentales professionnelles (10)- Gazprom-RusVelo - Nippo-Vini Fantini-Europa Ovini - Androni Giocattoli-Sidermec - Wilier Triestina-Selle Italia - Wanty-Groupe Gobert - Bardiani CSF - Delko-Marseille Provence-KTM - Fortuneo-Samsic - Caja Rural-Seguros RGA - Cofidis, Solutions Crédits Équipes continentales (2)- Sangemini-MG.Kvis - D'Amico-Utensilnord Équipe nationale- Italie |
| |

## Classement final
| \| Classement général \| Classement général \| Classement général \| Classement général \| Classement général \| \| Coureur \| Coureur \| Pays \| Équipe \| Temps \| \| ------------------ \| ------------------ \| ------------------ \| ------------------------------- \| ------------------ \| \| 1er \| Gianni Moscon \| Italie \| Team Sky \| 5 h 13 min 03 s \| \| 2e \| Romain Bardet \| France \| AG2R La Mondiale \| + 0 s \| \| 3e \| Domenico Pozzovivo \| Italie \| Bahrain-Merida \| + 5 s \| \| 4e \| Giovanni Visconti \| Italie \| Bahrain-Merida \| + 1 min 22 s \| \| 5e \| Marco Tizza \| Italie \| Nippo-Vini Fantini-Europa Ovini \| + 1 min 22 s \| \| 6e \| Mattia Cattaneo \| Italie \| Androni Giocattoli-Sidermec \| + 1 min 22 s \| \| 7e \| Matej Mohorič \| Slovénie \| Bahrain-Merida \| + 1 min 22 s \| \| 8e \| Mauro Finetto \| Italie \| Delko-Marseille Provence-KTM \| + 1 min 22 s \| \| 9e \| Mathias Frank \| Suisse \| AG2R La Mondiale \| + 1 min 22 s \| \| 10e \| Diego Ulissi \| Italie \| UAE Team Emirates \| + 1 min 22 s \| |                    |          |                                 |                 |
| |                    |          |                                 |                 |
| Source : ProCyclingStats |                    |          |                                 |                 |
| Classement général |                    |          |                                 |                 |
| Coureur | Coureur            | Pays     | Équipe                          | Temps           |
| 1er | Gianni Moscon      | Italie   | Team Sky                        | 5 h 13 min 03 s |
| 2e | Romain Bardet      | France   | AG2R La Mondiale                | + 0 s           |
| 3e | Domenico Pozzovivo | Italie   | Bahrain-Merida                  | + 5 s           |
| 4e | Giovanni Visconti  | Italie   | Bahrain-Merida                  | + 1 min 22 s    |
| 5e | Marco Tizza        | Italie   | Nippo-Vini Fantini-Europa Ovini | + 1 min 22 s    |
| 6e | Mattia Cattaneo    | Italie   | Androni Giocattoli-Sidermec     | + 1 min 22 s    |
| 7e | Matej Mohorič      | Slovénie | Bahrain-Merida                  | + 1 min 22 s    |
| 8e | Mauro Finetto      | Italie   | Delko-Marseille Provence-KTM    | + 1 min 22 s    |
| 9e | Mathias Frank      | Suisse   | AG2R La Mondiale                | + 1 min 22 s    |
| 10e | Diego Ulissi       | Italie   | UAE Team Emirates               | + 1 min 22 s    |

## Classements UCI
La course attribue aux coureurs le même nombre de points pour l'UCI Europe Tour 2018 et le Classement mondial UCI.
| 1  | Gianni Moscon      | Team Sky                        | 125 |
| 2  | Romain Bardet      | AG2R La Mondiale                | 85  |
| 3  | Domenico Pozzovivo | Bahrain-Merida                  | 70  |
| 4  | Giovanni Visconti  | Bahrain-Merida                  | 60  |
| 5  | Marco Tizza        | Nippo-Vini Fantini-Europa Ovini | 50  |
| 6  | Mattia Cattaneo    | Androni Giocattoli-Sidermec     | 40  |
| 7  | Matej Mohorič      | Bahrain-Merida                  | 35  |
| 8  | Mauro Finetto      | Delko Marseille Provence KTM    | 30  |
| 9  | Mathias Frank      | Ag2r La Mondiale                | 25  |
| 10 | Diego Ulissi       | UAE Team Emirates               | 20  |